# (37625) 1993 SR1
1993 أس أر 1 (ويعرف أيضًا باسم (37625) 1993 أس أر 1 وفق تسمية الكوكب الصغير) (بالإنجليزية: 1993 SR1)‏ هو كويكب ضمن حزام الكويكبات؛ وترتيبه 37625 من حيث الاكتشاف.
اكتُشف هذا الجُرم الفلكي بواسطة Kin Endate ‏ في 16 سبتمبر 1993.

## وصلات خارجية
- (37625) 1993 SR1 في قاعدة بيانات مختبر الدفع النفاث لأجرام النظام الشمسي الصغيرة

- الاكتشاف · مخطط المدار ·  العناصر المدارية · المعلمات المادية

- (37625) 1993 SR1 على موقع ويكي سكاي: DSS2, SDSS, GALEX, IRAS, Hydrogen α, X-Ray, Astrophoto, Sky Map, Articles and images